# Герлах I (граф Нассау)
Герлах I (нем. Gerlach I.; ок. 1290 — 1361) — граф Нассау в 1304—1344, граф Нассау-Зонненберг в 1344—1361.
Младший сын германского короля Адольфа Нассауского и его жены Имажины фон Изенбург-Лимбург.
В 1304 году наследовал старшему брату Рупрехту VI, выбрав своей резиденцией Зонненберг.
В 1312 году сопровождал Генриха VII в Рим на коронование императорской короной. После его смерти поддерживал Фридриха Красивого Габсбурга в качестве претендента на королевский престол. В 1322, после битвы при Мюльдорфе, признал власть Людвига Баварского и полностью с ним примирился.
В 1326 г. Герлах I был назначен императорским фогтом в Веттерау и унаследовал половину графства Вайлнау с городом Нойвайлнау. В 1328 г. унаследовал сеньорию Меренберг.
В 1344 году Герлах I отрёкся от престола в пользу своих сыновей Адольфа и Иоганна, оставив себе Зонненберг.
В 1355 году владения были разделены: Нассау-Висбаден Идштайн получил Адольф, Нассау-Вайльбург — Иоганн, Нассау-Зонненберг — Крафт, сын Герлаха I от второй жены. В следующем году Крафт погиб, ему наследовал младший брат — Рупрехт.

## Семья
Первая жена — Агнесса Гессенская (ум. 1332), внучка ландграфа Генриха I. Дети:
- Адольф I (1307—1370), граф Нассау-Висбаден-Идштайн
- Иоганн I (1309—1371), граф Нассау-Вайльбург
- Герлах фон Нассау (1322—1371), архиепископ Майнца с 1346
- Адельгейда (ум. 8 августа 1344), муж — Ульрих III фон Ханау.

Вторая жена — Ирменгарда фон Гогенлоэ-Вайкерсхайм (ум. 1371). Дети:
- Крафт (1333/1334 — 1356) — граф Нассау-Зонненберг с 1355, погиб в бою при Мопертюи.
- Рупрехт VII (ок. 1340 — 1390), граф Нассау-Зонненберг с 1356.